# Хешань (Гуандун)
Хешань (кит. спр. 鹤山市, піньїнь: Hèshān Shì) — місто-повіт в південнокитайській провінції Гуандун, складова міста Цзянмень.

## Географія
Хешань займає північ префектури, виходить до річки Сіцзян.

### Клімат
Місто знаходиться у зоні, котра характеризується вологим субтропічним кліматом. Найтепліший місяць — липень із середньою температурою 28.9 °C (84 °F). Найхолодніший місяць — січень, із середньою температурою 14.2 °С (57.6 °F).
| Клімат Хешаня           | Клімат Хешаня | Клімат Хешаня | Клімат Хешаня | Клімат Хешаня | Клімат Хешаня | Клімат Хешаня | Клімат Хешаня | Клімат Хешаня | Клімат Хешаня | Клімат Хешаня | Клімат Хешаня | Клімат Хешаня | Клімат Хешаня |
| Показник                | Січ.          | Лют.          | Бер.          | Квіт.         | Трав.         | Черв.         | Лип.          | Серп.         | Вер.          | Жовт.         | Лист.         | Груд.         | Рік           |
| Середня температура, °C | 14,2          | 14,8          | 18,1          | 22,2          | 26,1          | 27,7          | 28,9          | 28,6          | 27,4          | 24,4          | 20            | 15,9          | 22,4          |
| Норма опадів, мм        | 34.1          | 57.4          | 78            | 180           | 292           | 286.7         | 233.1         | 274.2         | 196.9         | 85.5          | 40            | 25.2          | 1783.1        |
| Днів з опадами          | 8,4           | 11,2          | 14            | 15,2          | 17,8          | 19,6          | 17,1          | 17,3          | 13,7          | 8,4           | 6,8           | 6,5           | 156           |
| Вологість повітря, %    | 71            | 79.2          | 82.2          | 83.7          | 82.6          | 82.7          | 80            | 80.7          | 77.2          | 72.7          | 69.2          | 68.3          | 77.5          |
| ----------------------- | ------------- | ------------- | ------------- | ------------- | ------------- | ------------- | ------------- | ------------- | ------------- | ------------- | ------------- | ------------- | ------------- |
| Джерело: Weatherbase    |               |               |               |               |               |               |               |               |               |               |               |               |               |